# 泰斯库河畔博韦
泰斯库河畔博韦（法語：Beauvais-sur-Tescou，法語發音：[bovɛ syʁ tɛsku]）是法国奥克西塔尼大区塔恩省的一个市镇，属于阿尔比区。

## 地理
泰斯库河畔博韦（43°54'37"N, 1°34'11"E）面积12.1 平方千米，位于法国奧克西塔尼大區塔恩省，该省份为法国南部内陆省份，北起顺时针与阿韦龙省、埃罗省、奥德省、上加龙省和塔恩-加龙省接壤。
与泰斯库河畔博韦接壤的市镇（或旧市镇、城区）包括：勒博恩、蒙加亚尔、蒙瓦朗、托里亚克、韦尔拉克泰斯库。

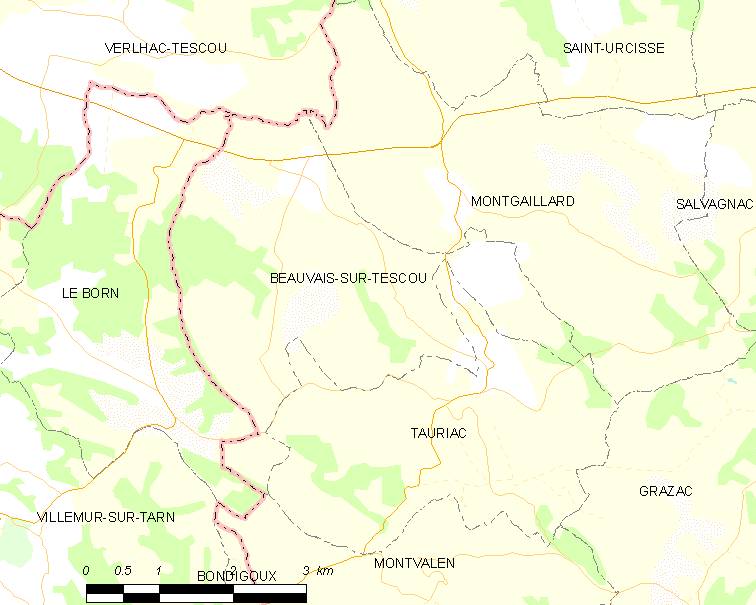
泰斯库河畔博韦的OSM定位图

泰斯库河畔博韦的时区为UTC+01:00、UTC+02:00（夏令时）。

## 行政
泰斯库河畔博韦的邮政编码为81630，INSEE市镇编码为81024。

## 政治
泰斯库河畔博韦所属的省级选区为葡萄园与城堡庄园县。

## 人口

1962-2008年间泰斯库河畔博韦人口变化图示

泰斯库河畔博韦于2022年1月1日时的人口数量为376人。